# Соперничество футбольных клубов «Тоттенхэм Хотспур» и «Челси»
Соперничество футбольных клубов «Тоттенхэм Хотспур» и «Челси» или «Лондонское дерби», соперничество между лондонскими футбольными клубами «Челси» и «Тоттенхэм Хотспур». Футбольный клуб «Челси» играет свои домашние игры на стадионе «Стэмфорд Бридж», в то время как «Тоттенхэм Хотспур» играют свои домашние игры на стадионе «Тоттенхэм Хотспур».

## Предыстория
В то время как «Челси» и «Тоттенхэм Хотспур» никогда не рассматривали друг друга главными конкурентами, но начиная с финала Кубка Англии 1967 года всё поменялось. Матчи между двумя командами часто привлекают большую посещаемость и иногда оказываются в насильственных столкновениях между фанатами.
Опрос 2012 года показал, что фанаты «Челси» считают, что «Тоттенхэм» является их главным соперником после «Арсенала» и «Манчестер Юнайтед». В том же опросе показано, что фанаты «Тоттенхэм» по-прежнему считают «Челси» своим вторым соперником, после Арсенала.

## История
Первая встреча между двумя командами состоялась 18 декабря 1909 года на Стэмфорд Бридж, Тоттенхэм присоединился к футбольной лиге только в 1908 году и выиграл чемпионат и повышение в Премьер лигу в 1909 году. Однако обе команды боролись в сезоне 1909-10 гг., И они снова встретились на Уайт Харт Лейн 30 апреля 1910 года в финальном матче сезона. «Шпоры» победили «Челси» 2-1, отправив Челси в низший по классу дивизион, с победным голом забитым бывшим игроком Челси Перси Хамфрис.
Тем не менее, само соперничество приводит нас к финалу Кубка Англии 1967 года, который был первым финалом соревнования, который был разыгран между двумя командами из Лондона. Тоттенхэм выиграл игру 2-1 с поддержкой зрителей более 100 000 человек.
Соперничество было воспламенено в течение сезона 1974-75 годов, в котором Тоттенхэм и Челси сражались с против вылета с первого дивизиона. Перед матчем Тоттенхэм находился в зоне вылета, а «Челси» опередили их. Напряжение матча привело к тому, что фанаты выбегали и сражались на поле до начала игры. После отсроченного старта Тоттенхэм выиграл игру 2-0. Челси не смог выиграть ни одну из оставшихся двух игр, и в конечном итоге Челси вылетели из первого дивизиона, а Тоттенхэм остался в одиночестве.
С 1990 -х годов «Челси» стал доминирующим на матчах с Тоттенхэмом и был непобедим в течение более десяти лет, кульминацией которых стал 6-1 побед на Уайт Харт Лейн в сезоне 1997-98 гг.. 5 ноября 2006 года Тоттенхэм победил «Челси» 2-1 на Уайт Харт Лейн, заканчивая 16-летний период без победы против своего соперника. Шпоры, однако, победили «Челси» в 2002 году со счётом 5-1 во втором этапе Кубка Лиги после поражения 2-1 на Стэмфорд Бридж, что привело к совокупному результату 6-3.
11 марта 2007 года «Челси» и «Тоттенхэм» встретились в четвертьфинале Кубка Англии. На следующий день ультрас Тоттенхэма и Челси столкнулись на улицах Лондона, борьба, в которой 10 фанатов бились на ножах. Челси в конце концов выиграл матч со счётом 2-1, пройдя в полуфинал. В следующем сезоне обе стороны встретились в финале Кубка Футбольной лиги 2008 года, когда Тоттенхэм выиграл трофей после победы 2-1.
До подписания «Челси» в 2013 году полузащитник Виллиан привлёк интерес к Тоттенхэму. Он закончил медицинское обследование в Тоттенхэме перед встречей с «Челси», что вызвало путаницу в отношении того, какой клуб его подпишет. Виллиан утверждает, что Челси был его первым предпочтением, и он бы подписал контракт с Тоттенхэмом, если бы сделка с «Челси» провалилась. Утверждается, что во время пребывания Романа Абрамовича в качестве владельца «Челси» он отказался вести какие-либо дела с Тоттенхэмом.
1 марта 2015 года «Челси» выиграл финал Кубка Футбольной лиги 2015 года 2-0 против «Тоттенхэма», а голы были забиты Джоном Терри и Диегой Коста. После этого финала «Челси» превзошёл Тоттенхэм по количеству выигранных трофеев.
2 мая 2016 года «Челси» и «Тоттенхэм» встретились на Стэмфорд Бридж в матче, который позже назовут «битвой на Стэмфорд Бридж». Первые два гола были забиты Гарри Кейном и Сон Хын Мином. Во втором тайме Гари Кэхилл и Эден Азар забили два гола за «Челси». Матч закончился ничьей 2-2. Матч запомнился как соперничество между двумя клубами, когда игроки напали друг на друга на поле, в результате девять жёлтых карточек для Тоттенхэма (рекорд Премьер-лиги для любой команды), ещё три для «Челси» и Мусса Дембеле, получивший отстранение от шести матчей за насильственное поведение.
4 января 2017 года Тоттенхэм победил «Челси» 2-0 на Уайт Харт Лейн, прервав серию побед «Челси» в Премьер -лиге. После этого матча Тоттенхэм и Челси стали двумя соперниками в гонке за титул, в которой «Челси» в конечном итоге победил с 93 очками. Тоттенхэм также проиграл «Челси» в полуфинале Кубка Англии в том же сезоне.
20 августа 2017 года «Тоттенхэм и Челси» встретились в начале сезона Премьер-лиги 2017-18 годов, а Тоттенхэм сыграл свой первый в истории домашний матч на стадионе Уэмбли. «Челси» выиграл матч 2-1 с двумя голами забитым Маркосом Алонсо. В том же сезоне 1 апреля 2018 года Тоттенхэм выиграл у Челси со счётом 3-1, с голами от Деле Алли и Кристиана Эриксена. За 28 лет это была первая победа Тоттенхэма на Стэмфорд Бридж.
22 декабря 2019 года «Челси» сыграл свой первый матч на новом стадионе «Тоттенхэма». Матч, который «Челси» выиграл 2-0 с дублем от Виллиана, данный матч получил широкое освещение в СМИ из-за предполагаемого расистского поведения фанатов Тоттенхэма, нацеленного на защитника Челси Антонио Рюдигера. Фанат «Челси» был также арестован за предполагаемое расистские оскорбления против игрока «Шпор» Сон Хын Мина, которого удалили за то, что он ударил Рюдигера после того как последний сфолил на корейце. Это привело к действию правительства по расизму в футболе. Тем не менее, после полицейского расследования не было обнаружено никаких доказательств расистского насилия против Рюдигера.
5 января 2022 года «Челси» играли против Тоттенхэма в полуфинале Кубка Лиги на Стэмфорд Бридж. Челси выиграли этот матч со счётом 2-0. Неделю спустя «Челси» снова победили Тоттенхэма 1-0 во втором этапе, забронировав место для финала. 23 января «Челси» снова выиграли у Тоттенхэма 2-0 в Премьер-лиге. Победа означала, что «Челси» побеждал Тоттенхэм три раза за месяц. Последняя команда Премьер-лиги, достигшая этого, была «Астон Вилла» в матчах против «Блэкберна Роверса» в январе 2010 года.
14 августа 2022 года во время матча Премьер-лиги на Стэмфорд Бридж, тренер «Челси» Томас Тухель и тренер «Шпор» Антонио Конте, который ранее управлял «Челси», были отправлены в раздевалку после ссоры на боковой линии. После финально свистка оба тренера пожали друг другу руки. Матч привёл к ничьей 2-2. После матча Тухель особенно критиковал судью матча Энтони Тейлора, который по его мнению, пропустил важные моменты, которые предшествовали обоим голам Тоттенхэма.

## Достижения обоих клубов
| Международные турниры         | Челси                | Тоттенхэм                     |
| ----------------------------- | -------------------- | ----------------------------- |
| Лига чемпионов УЕФА           | 2 (2011/12 2020/21)  | 0                             |
| Лига Европы УЕФА              | 2 (2018/19, 2012/13) | 3 (2024/25, 1983/84, 1971/72) |
| Кубок обладателей кубков УЕФА | 2 (1970/71, 1997/98) | 1 (1962/63)                   |
| Суперкубок УЕФА               | 2 (1998, 2021)       | 0                             |
| Клубный чемпионат мира        | 1 (2021)             | 0                             |
| Лига конференций УЕФА         | 1 (2024/2025)        | 0                             |

| Национальные турниры             | Челси                                                                      | Тоттенхэм                                                                  |
| -------------------------------- | -------------------------------------------------------------------------- | -------------------------------------------------------------------------- |
| Английская Премьер-лига          | 6 (1954/55, 2004/05, 2005/06, 2009/10, 2014/15, 2016/17)                   | 2 (1950/51, 1960/61)                                                       |
| Кубок Англии                     | 8 (1969/70, 1996/97, 1999/00, 2006/07, 2008/09, 2009/10, 2011/12, 2017/18) | 8 (1900/01, 1920/21, 1960/61, 1961/62, 1966/67, 1980/81, 1981/82, 1990/91) |
| Кубок Английской футбольной лиги | 5 (1964/65, 1997/98, 2004/05, 2006/07, 2014/15)                            | 4 (1970/71, 1972/73, 1998/99, 2007/08)                                     |
| Суперкубок Англии по футболу     | 4 (1955/56, 2001/02, 2005/06, 2009/10)                                     | \| 7 (4/3) \| 1921, 1951, 1961, 1962, 1967*, 1981*, 1991* \|               |
| 7 (4/3)                          | 1921, 1951, 1961, 1962, 1967*, 1981*, 1991*                                |                                                                            |

## Рекорды посещаемости матчей
- 100 000, Тоттенхэм 2-1 Челси, 20 мая 1967 года, Кубок Англии, Уэмбли
- 89 294, Челси 2-0 Тоттенхэм, 1 марта 2015 года, Кубок Футбольной лиги, Уэмбли
- 87 660, Челси 1-2 Тоттенхэм, 24 февраля 2008 года, Кубок Футбольной лиги, Уэмбли
- 86 355, Челси 4-2 Тоттенхэм, 22 апреля 2017 года, Кубок Англии, Уэмбли
- 85,731, Тоттенхэм 1-5 Челси, 15 апреля 2012 года, Кубок Англии, Уэмбли
- 76 000, Челси 0-4 Тоттенхэм, 16 октября 1920 года, Первый дивизион, Стэмфорд Бридж
- 73 587, Тоттенхэм 1-2 Челси, 20 августа 2017 года, Премьер Лига, Уэмбли
- 70,123, Челси 2-0 Тоттенхэм, 8 января 1964 года, Кубок Англии, Стэмфорд Бридж
- 66 398, Тоттенхэм 4-0 Челси, 26 января 1957 года, Кубок Англии, Уайт Харт Лейн